# Losgna luzonica
Losgna luzonica är en stekelart som beskrevs av Baltazar 1964. Losgna luzonica ingår i släktet Losgna och familjen brokparasitsteklar. Inga underarter finns listade i Catalogue of Life.